# La Femme sans visage
Pour plus de détails, voir Fiche technique et Distribution.
La Femme sans visage (titre original : Kvinna utan ansikte) est un film suédois réalisé par Gustaf Molander, sorti en 1947.

## Résumé
Le début du film commence par la rencontre de Martin et Ragnar, dans un bar d'un hôtel. Ragnar apprend que Martin est toujours avec Rut, dont on ne connait pas l'identité pour le moment. Cette information tracasse Ragnar, ce qui le pousse même à affirmer que sa soirée est gâchée. Il aperçoit Rut quittant l'hôtel, et s'empresse de rejoindre Martin : celui-ci tentait de se suicider avec un rasoir. Ragnar l'en empêche.
Ragnar raconte l'histoire de Martin, en analepse (flashback). Martin était marié à une femme nommée Frida, mais a commencé à la tromper avec Rut. Martin aime sa femme mais succombe au charme de Rut. Lorsqu'il tente de la décrire, il se souvient de tous ses attributs, même ceux qu'il n'a pas vu, sauf de son visage. Rut est « la femme sans visage ». Martin est sous l'emprise de son corps.
Une histoire d'amour se crée entre Rut et Martin. Ce dernier délaisse progressivement sa femme sans lui donner d'explications, bien que celle-ci se doute de quelque chose.
Plus tard, Martin est appelé pour faire la guerre : cependant, il déserte pour rejoindre Rut. Martin, ayant déserté, est recherché par la police : les 2 amants vivent donc cachés.
Rut parvient à obtenir un logement pour eux deux grâce à un ramoneur qu'elle avait séduit auparavant dans le film (celui-ci étant également marié, elle exerce une pression sur lui pour que Martin et elle puissent vivre sous leur toit). À force de se disputer, Rut et Martin sont cependant exclus de ce logement.
Ils vivent alors seuls, au dernier étage d'un « château » délaissé. Le soir du nouvel an, Rut va chercher de l'argent à son beau père, Victor et sa mère. En effet, Martin et Rut n'ont plus rien. On apprend lors de cette confrontation entre Rut et ses parents que Victor lui a touché la poitrine lorsqu'elle avait 12 ans, traumatisme dont elle ne se débarrassera jamais. Elle explique que cet évènement est comme un « singe » qui ne la quittera pas : elle en aura toujours le souvenir douloureux. Au début de film, lorsque Martin et Rut se fréquentaient, on voyait dans la chambre de Rut un tableau immonde de Victor, peint par Rut : la laideur du tableau retranscrit surement la laideur morale de Victor, qui ne semble même pas avoir de remords. C'est peut-être un autre aspect de la « femme sans visage » : elle semble avoir perdu une part de son humanité après avoir été abusée sexuellement par son beau-père.
Lorsque Martin sait que Rut est allé chercher de l'argent à Victor, il la quitte malgré les supplices de celle-ci. On croirait presque que Martin est jaloux de Victor. Rut ne dit rien de son passé à Martin.
Voici tout ce que sait Ragnar. La fin du film est la même que le début du film, sauf que les images montrent pourquoi Rut s'en va de l'hôtel, pourquoi Martin tente de se suicider: après être retourné avec Rut, Martin se fait quitter par celle-ci, qui a gardé en traumatisme la fois ou Martin le soir du nouvel an où Martin l'a abandonné. Martin la supplie : « Avant je n'aimais que ton corps. Maintenant, je t'aime », mais Rut se moque bien de ces sentiments. Elle est décidée à faire souffrir Martin, et retourne voir le ramoneur.

## Fiche technique
- Titre français : La Femme sans visage
- Titre original : Kvinna utan ansikte
- Réalisation : Gustaf Molander
- Scénario : Ingmar Bergman et Gustaf Molander (non crédité)
- Musique :  Julius Jacobsen et Erik Nordgren
- Directeur de la photographie : Åke Dahlqvist
- Montage : Oscar Rosander
- Décors : Arne Åkermark et Nils Svenwall
- Production : Harald Molander, Victor Sjöström
- Durée : 102 minutes
- Tourné en Suède
- Format : Noir et blanc - Son : mono - 1.37 : 1
- Date de sortie : 
  - Suède : 16 septembre 1947

## Distribution
| - Alf Kjellin : Martin Grande - Anita Björk : Frida Grande - Gunn Wållgren : Rut Köhler - Stig Olin : Ragnar Ekberg - Wiktor Andersson - Ernst Brunman - Carl-Axel Elfving - David Erikson - Karl Erik Flens - Georg Funkquist - Åke Grönberg - Linnéa Hillberg | - Torsten Hillberg - Arne Lindblad - Ella Lindblom - Marianne Löfgren - Björn Montin - Carl Reinholdz - Artur Rolén - Sif Ruud - Lasse Sarri - Carin Swensson - Olof Winnerstrand |